# 克里斯·布羅許
克里斯·布羅許（Chris Brochu，1989年6月25日—）是美國的一位演員和創作歌手。他是演員道·布羅許的哥哥。他最著名的作品是在《吸血鬼日記》中飾演Luke Parker角色。